# Pavel Křížkovský

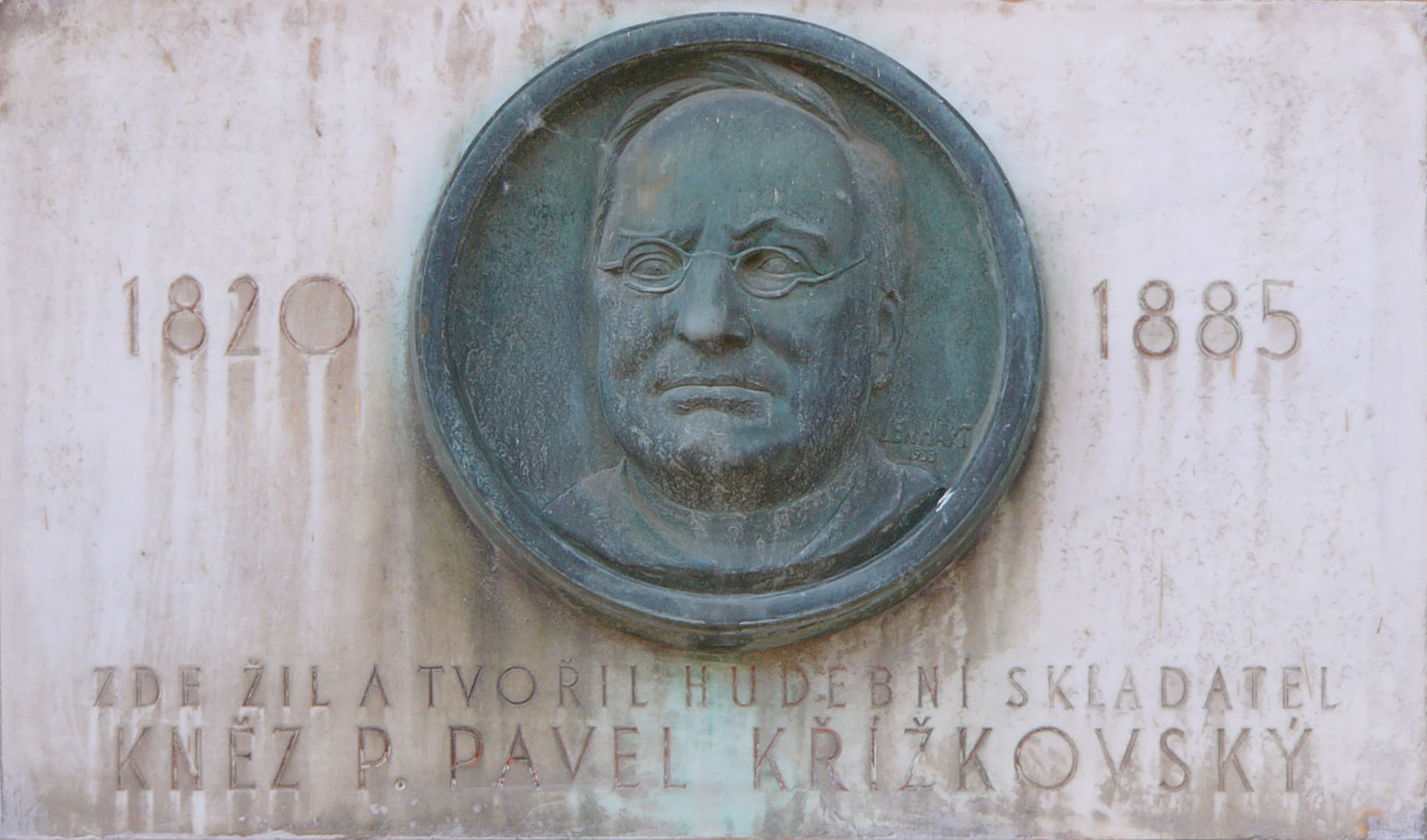
Plaque commémorative de Pavel Křížkovský.

Pavel Křížkovský, né Karel Křížkovský le 9 janvier 1820 et mort le 8 mai 1885, est un compositeur et chef d'orchestre tchèque. 

## Biographie
Křížkovský naît à Kreuzendorf, dans le district d'Opava, en Silésie autrichienne. Il est choriste dans un monastère d'Opava dans sa jeunesse et étudie à la Faculté de philosophie de l'Université d'Olomouc et plus tard à Brno. Le palais, dans lequel Křižkovský vit de 1878 à 1883, est aujourd'hui utilisé comme presbytère de l'université Palacký d'Olomouc. Il devient moine augustin en 1845, entrant dans l'abbaye Saint-Thomas, et y est nommé chef de chœur en 1848. Il fonde deux sociétés chorales à Brno et y donne régulièrement des concerts de musique chorale et de musique de chambre. Parmi ses élèves de chorale figure Leoš Janáček. Křížkovský est un culturaliste slave dévoué et il donne souvent des représentations de compositeurs moraves et tchèques moins connus avant de se retirer de la scène musicale laïque dans les années 1870 à la suite du mouvement cécilien. Par la suite, il devient chef de chœur dans une cathédrale d' Olomouc et prend sa retraite en 1877. Il meurt à Brno . 
La majeure partie de la production de Křížkovský consiste en des arrangements choraux de chansons folkloriques et de musique vocale sacrée. Son œuvre la plus connue est la cantate Sts. Cyril and Methodius. 